# 마쓰에촌 (미에현)
마쓰에촌(松江村)은 일본 미에현 이난군에 설치되었던 촌이다. 현재의 마쓰사카시 중심부의 서쪽 일대에 해당한다.